# Woronica (potok)
Woronica (ukr. Ворониця) – potok na Ukrainie, lewy dopływ Dniestru (basen Morza Czarnego).

## Nazewnictwo
Na mapach z 1779-83 potok zwany był Zabłoty w górnym biegu, a Koropecki w dolnym biegu. Na późniejszych mapach z 1861–64 widnieją nazwy: Zabłocie w górnym biegu, a Dolny Potok w dolnym biegu. W źródłach pisanych z początku XX występowała nazwa potok Zabłocie w górnym biegu, a w dolnym biegu potok Zgniły.

## Opis

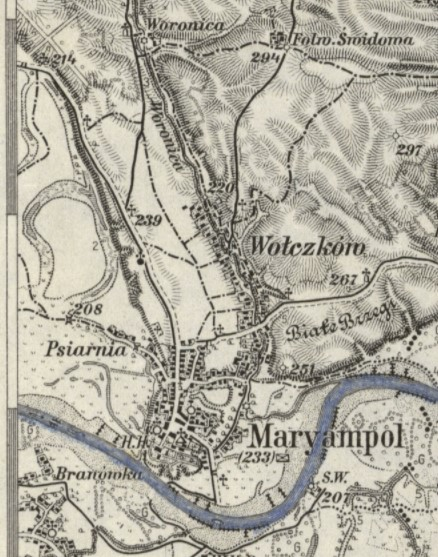
Potok Woronica w rejonie ujścia 1925

Potok płynie przez zachodnią część Wyżyny Podolskiej. Wypływa z południowo-wschodniej strony wsi Meduha i z południowo-wschodnich stoków Łysej Góry (349 m). Płynie na południowy wschód przez wsie Woronica, Łany, Wołczków i Mariampol, na wschód od którego wpada do Dniestru (1110 km od ujścia).
Długość – 16,8 km, pochylenie – 7,1 m/km, powierzchnia zlewni – 43,8 km². Woronicę tworzą bezimienne cieki, jeden z nich przepływa przez Delejów.
Potok w całości leży na obszarze Halickiego Parku Narodowego. W górnym biegu znajduje się jezioro Woronica, w części ujściowej, na prawym brzegu potoku się arboretum (Mariampolski Park Dendrologiczny).